# Skylar Diggins-Smith
Skylar Kierra Diggins-Smith (South Bend, 2 augustus 1990) is een Amerikaans basketbalspeelster. Zij won met het Amerikaans basketbalteam de gouden medaille tijdens de Olympische Zomerspelen 2020.
Diggins-Smith speelde voor het team van de Universiteit van Notre Dame, voordat zij in 2013 haar WNBA-debuut maakte bij de Tulsa Shock. Sinds 2020 speelt ze voor de Phoenix Mercury.
Tijdens de Olympische Zomerspelen 2020 in Tokio won ze olympisch goud door Japan te verslaan in de finale. Ook won ze in 2012 met het nationale team het wereldkampioenschap basketbal. 